# Chitaraque
Chitaraque är en kommun i Colombia.   Den ligger i departementet Boyacá, i den centrala delen av landet, 170 km norr om huvudstaden Bogotá. Antalet invånare är 6 711. Arean är 158 kvadratkilometer.
Terrängen i Chitaraque är lite bergig.